# Gerry Reynolds
Gerard „Gerry“ Reynolds (* 10. April 1961 in Ballinamore, County Leitrim) ist ein ehemaliger irischer Politiker und Mitglied der Fine Gael.

## Leben
Gerry Reynolds ist der Sohn des Politikers Patrick J. Reynolds und seiner Frau Tess. Auch sein Großvater und seine Großmutter waren Mitglieder des Dáil Éireann. 1985 wurde er in den Leitrim County Council gewählt. Diesen Sitz konnte er bis 2014 halten.
1987 wurde er über die Industrie- und Gewerbeliste in den Seanad Éireann gewählt. Bei den Wahlen zum Dáil Éireann 1989 gelang es ihm dann, für den Wahlkreis Sligo–Leitrim in das irische Unterhaus einzuziehen. Diesen Sitz verlor er bei den Wahlen 1992 wieder. Er kehrte 1993 wiederum über die Industrie- und Gewerbeliste in den Seanad zurück. Er trat dann bei den Wahlen zum Dáil Éireann 1997 wieder an und konnte einen Sitz für sich sichern. 2002 konnte er den Sitz nicht mehr verteidigen. Er zog sich zwischenzeitlich aus der Politik zurück. Bei den Wahlen 2016 konnte er keinen Erfolg erzielen. 2020 und 2024 trat er nicht mehr an.